# جنون (فیلم ۲۰۰۰)
«جنون» (هندی: Josh) فیلمی هندی است که در سال ۲۰۰۰ منتشر شد. از بازیگران آن می‌توان به شاهرخ خان، آیشواریا رای و بومان ایرانی اشاره کرد.